# Cambarus chaugaensis
Cambarus chaugaensis е вид ракообразно от семейство Cambaridae. Видът не е застрашен от изчезване.

## Разпространение и местообитание
Разпространен е в САЩ (Джорджия, Северна Каролина и Южна Каролина).
Обитава сладководни басейни и потоци.